# Cranoglanis
Cranoglanis is een geslacht van straalvinnige vissen uit de familie van de stekelmeervallen (Cranoglanididae).

## Soorten
- Cranoglanis bouderius (Richardson, 1846)
- Cranoglanis caolangensis Nguyen, 2005
- Cranoglanis henrici (Vaillant, 1893)
- Cranoglanis multiradiatus (Koller, 1926)
- Cranoglanis songhongensis Nguyen, 2005